# Monumento à III Internacional

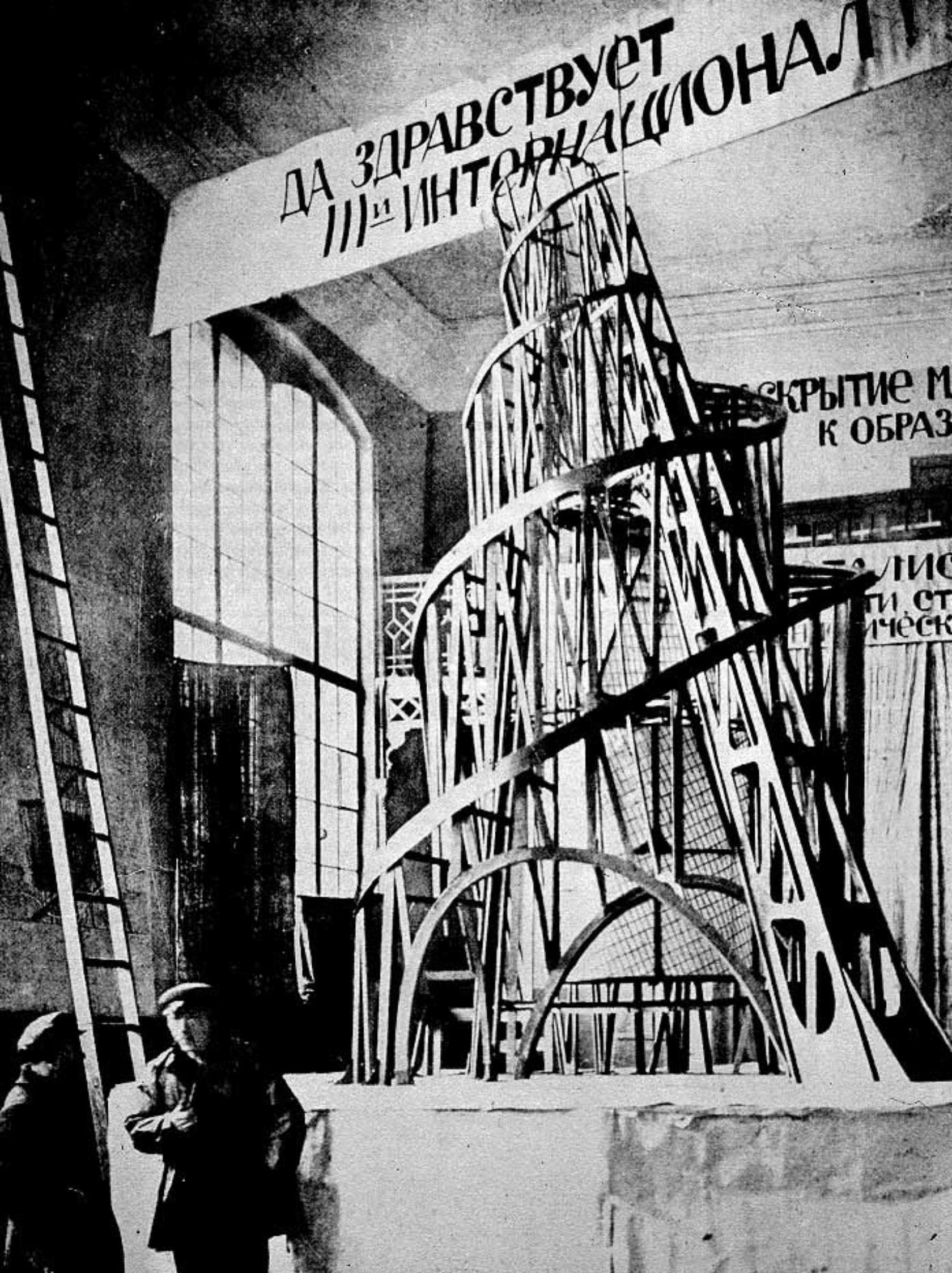
Modelo do Monumento à Terceira Internacional em escala reduzida.

O Monumento à Terceira Internacional (em russo: Памятник III Коммунистического интернационала) conhecida também como Torre de Tatlin, foi um monumento projetado pelo arquiteto russo e artista Vladimir Tatlin entre 1919 e 1921. Ele propôs o monumento como um símbolo da ideologia do Comunismo e da Revolução Russa. O projeto compreendia em uma gigantesca estrutura de ferro com uma forma espiral ascendente, que se estendia por várias centenas de metros e serviria de sede para o novo governo comunista global a ser introduzido pela Terceira Internacional - uma organização política. Cada uma das três partes da torre deveria ter uma função diferente: A base deveria ser um grande salão para a reunião dos legisladores, o meio iria abrigar os representantes do poder executivo e o topo acolheria o setor de comunicação desse governo.
O Monumento à Terceira Internacional foi uma expressão da visão de Tatlin de uma nova arquitetura que iria servir ao proletariado e espelharia as mudanças sociais e políticas da época. Mas, por conta de problemas técnicos, financeiros e políticos, o projeto nunca foi realizado. Embora o projeto não tenha evoluído para sua versão final almejada, a torre teve um impacto significativo no desenvolvimento do construtivismo russo e no mundo da arquitetura. Ele influenciou as gerações posteriores de arquitetos e continua sendo um ícone do período revolucionário russo e das aspirações utópicas do movimento comunista.

## História

### Contexto Histórico

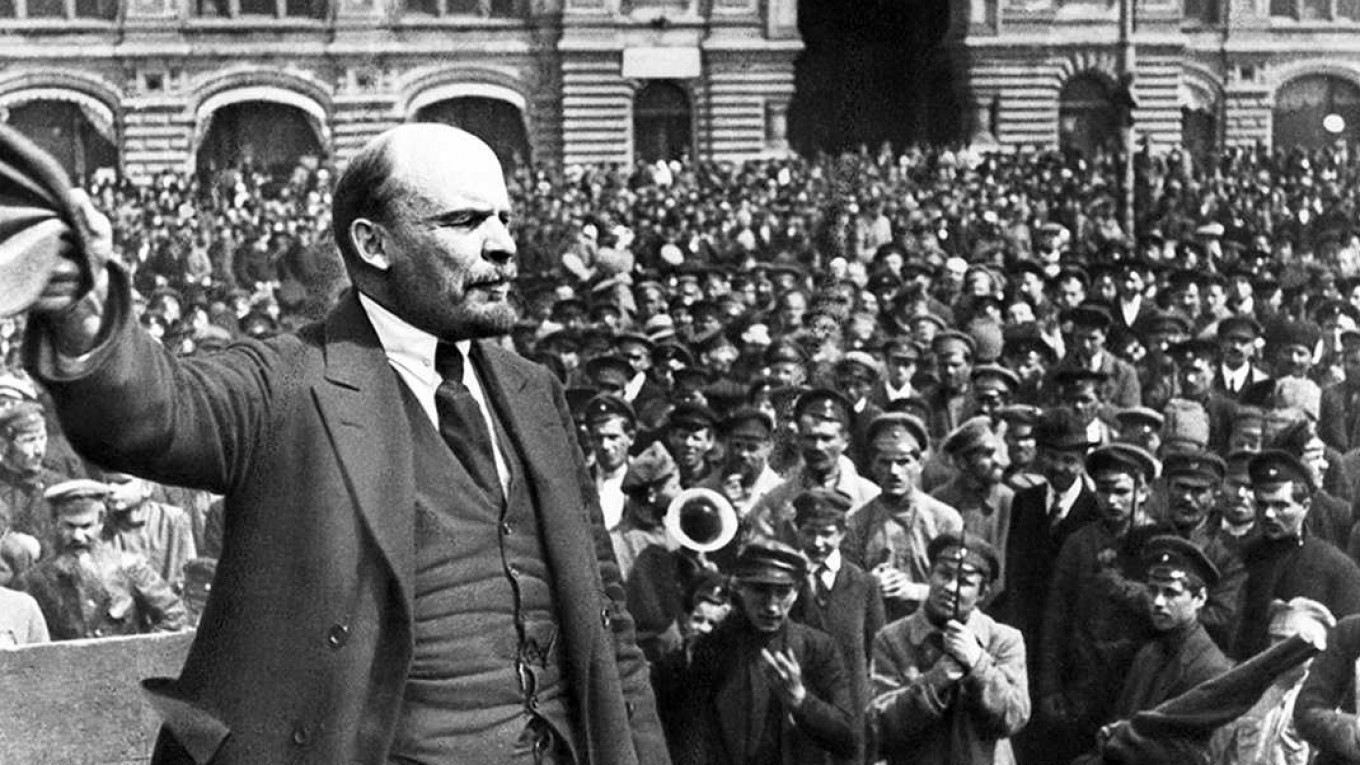
Lenin discursando.

A Revolução Russa de 1917 resultou em profundas transformações políticas, econômicas e sociais para o país, influenciando também a área da cultura e das artes. Diversos artistas acreditavam que um novo sistema revolucionário deveria refletir em uma nova arte e estética, e foi nesse contexto que a vanguarda artística russa buscou romper com as tradições estéticas e considerou que a construção dessa nova sociedade se daria na formação de uma cultura socialista utilizando a arte como fator de transformação social e cultural. 

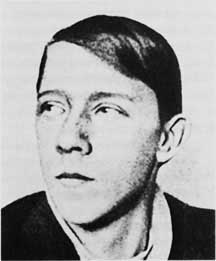
Vladimir Tatlin.

Um dos principais nomes da vanguarda russa, Vladimir Tatlin, se filiou ao Partido Comunista após a Revolução e passou a se concentrar mais nas áreas de arquitetura e engenharia. Para Tatlin, a forma era relacionada à função e utilidade, sem a necessidade de adornos - componentes distintivos da estética de ostentação burguesa -, onde o anseio artístico era alcançado por meio da modernidade, tecnologia e utilização de materiais e técnicas industriais, ao mesmo tempo idealizando a construção de uma sociedade sem classes.

Logo da Internacional Comunista.

Em 1919 ele foi incumbido de projetar o Monumento à Terceira Internacional pelo Departamento Revolucionário de Belas Artes. A Terceira Internacional, também conhecida como Internacional Comunista, era uma organização política fundada em 1919 por Lenin com o objetivo de reunir partidos comunistas de diferentes países. O monumento pretendia simbolizar a importância histórica da revolução e a união dos trabalhadores ao redor do mundo. A maquete foi exposta em 8 de novembro de 1920 em São Petersburgo, onde seria construída, e tinha por volta de 5 metros de altura; um mês depois ela foi levada para Moscou para Exposição do VIII Congresso dos Sovietes. 
O Monumento, no entanto, nunca foi construído. Os motivos foram muitos: primeiramente, o país estava passando por uma difícil situação econômica. Em 1924, Lenin morre e Stalin assume o poder, iniciando uma perseguição contra a vanguarda, considerada muito ousada e independente do governo central.

### A Torre de Tatlin e o Construtivismo

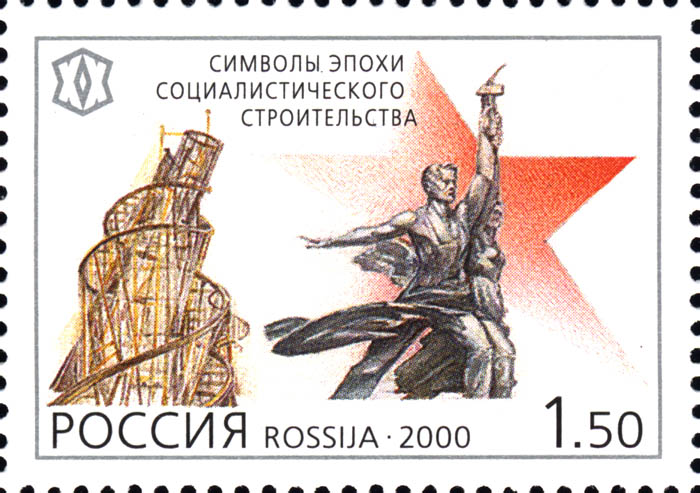
Selo comemorativo da Rússia com a Torre de Tatlin e Operário e Mulher Kolkosiana de Vera Mukhina.

O Construtivismo surgiu como um movimento que defende a arte com uma natureza útil e funcional - esse olhar não englobava somente o progresso trazido pelas novas tecnologias e pela produção industrial, mas também tinha um dever ideológico com a construção da sociedade soviética. A partir da criação do Monumento à Terceira Internacional, essa corrente pula para uma nova fase, apresentando uma extensão essencial ao Construtivismo, o comprometimento social. 
Houve dois textos fundamentais para o Construtivismo: o Manifesto Realista de 1920, dos irmãos Naum Gabo e Antoine Pevsner e o manifesto produtivista do grupo de Tatlin. Em suma, o primeiro falava sobre o idealismo e os fundamentos estéticos do realismo-construtivismo, enquanto o segundo tratava do materialismo e a negação da arte pelos produtivistas. Em 1922 diversos artistas, sob a orientação de Tatlin, se uniram com influências e produções de ideias que iam desde o cubofuturismo até o produtivismo, renunciaram à produção artística cujo fim é a própria arte e se comprometeram com a arte de produção.

### Réplicas da Maquete

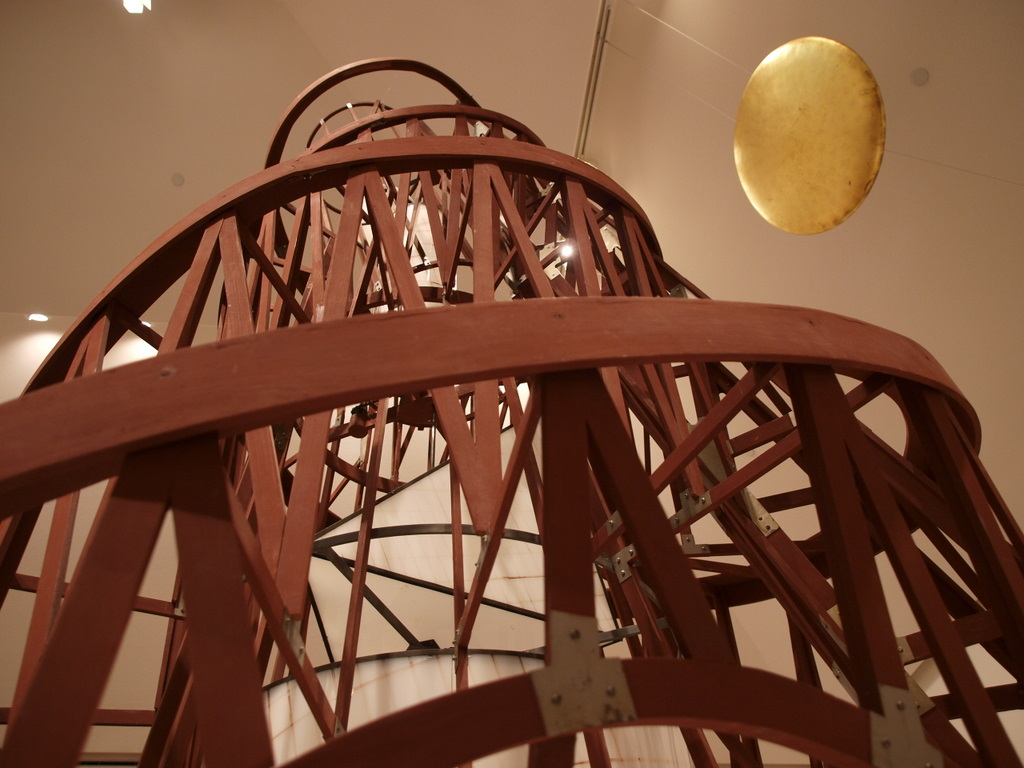
Coleção do Museu de Arte Moderna de Estocolmo, Réplica do Momumento à Terceira Internacional de Vladimir Tatlin.

Em 1968 o Museu de Arte Moderna de Estocolmo, na Suécia, fez uma réplica da maquete do Monumento à Terceira Internacional. Por meio de três fotos e dois esboços, o historiador Ulf Linde e o artista Per Olof Ultveldt chefiaram a reconstrução da torre. O modelo foi inicialmente produzido na escala de 1:10, no entanto, após um estudo de uma fotografia tirada em 1925, eles compreenderam o sistema arquitetônico do monumento e com essas novas informações um modelo de tamanho real foi realizado. Composta de madeira e ferro, a torre foi produzida pelos carpinteiros Arne Holm and Eskil Nandorf e pelo ferreiro Henrik Östberg. O trabalho de Tatlin fez muito sucesso: a exposição viajou para o Museu Van Abbe em Eindhoven na Holanda em 1969, depois foi diversas vezes solicitado como empréstimo nos meses e anos seguintes, e a assistência do Museu de Arte Moderna de Estocolmo foi chamada para documentar os projetos de reconstrução, principalmente os de Londres e Washington. 

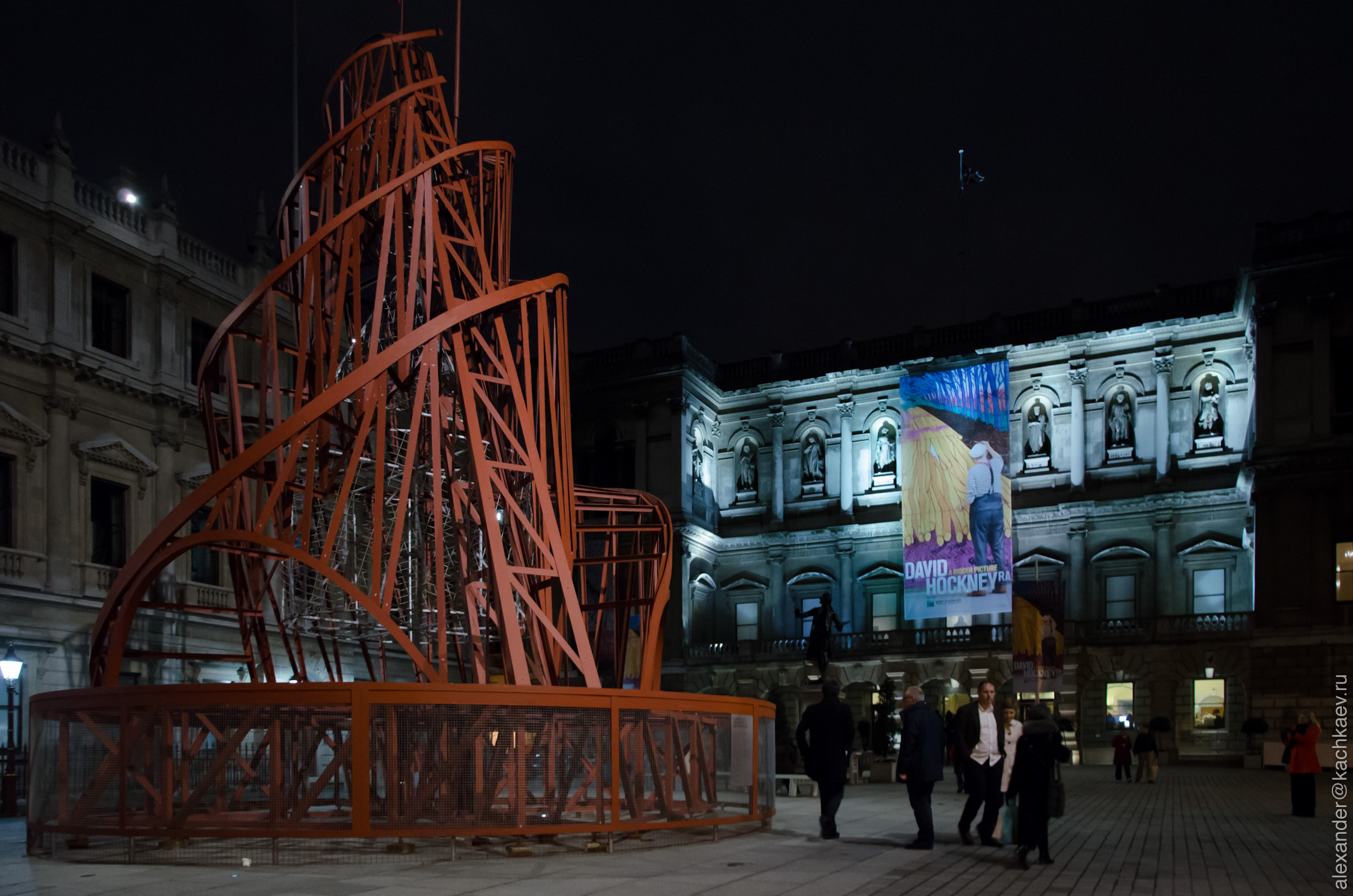
Modelo da Torre de Tatlin em escala reduzida, exposta na Academia Real Inglesa.

Em 1979, a exibição Paris-Moscow no Centro Pompideu apresentou uma nova réplica da torre, com melhorias em relação ao modelo sueco, se tornando mais parecida com o modelo original. O Longépé Joiner Studio o reconstruiu a partir de diagramas elaborados por um dos assistentes de Tatlin, T.M. Shapiro, quando também foi feita uma reconstrução do Monumento em 1975 no Museu de Arquitetura Chtchoussev em Moscou. Após esse episódio houve a criação de mais alguma réplicas, inclusive em Tóquio, e as que existiam foram emprestadas para exibições como na Academia Real Inglesa, em 2011. 

## O Projeto

### Estrutura

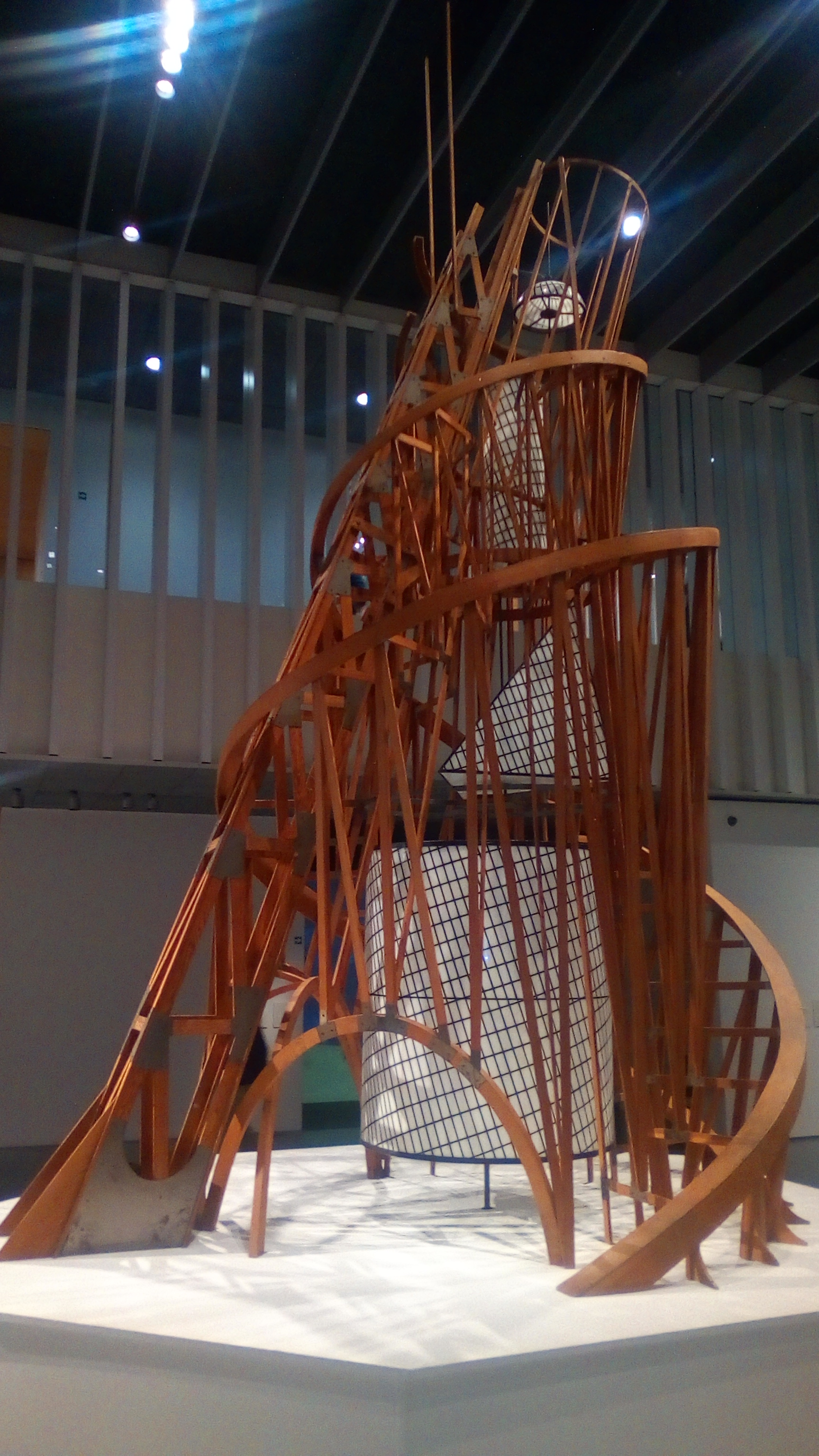
Versão recente da Torre de Tatlin em escala reduzida.

Projetado com a intenção de atravessar o rio Neva, em São Petersburgo, a altura da torre seria de 400 metros, superando o tamanho da Torre Eiffel. A estrutura do monumento transmitia uma mensagem simbólica, pois seu design de espiral ascendente e a rotação dos espaços internos representavam as aspirações e as forças dinâmicas da revolução comunista mundial. Ela também possuía uma arquitetura funcional, por abrigar cômodos internos onde ficaria a sede do novo governo comunista mundial.
No exterior do Monumento, haveria uma hélice dupla que iria se contrair e subir em espiral, sendo  sustentada por uma enorme viga diagonal. Já no interior dessa estrutura metálica externa, haveriam quatro volumes geométricos planejados para rotacionar em diferentes velocidades. O maior e mais baixo era um cubo, que daria uma volta por ano, acolhendo as reuniões da legislatura da Terceira Internacional. O volume seguinte era uma pirâmide, que faria uma volta por mês, abrigando o executivo dessa organização política. Acima desse volume havia um cilindro, que iria dar uma volta completa todos os dias, acomodando os serviços de propaganda da Internacional Comunista, incluindo a imprensa, os designers de pôsteres, panfletos, etc. No topo haveria uma meia esfera que giraria de hora em hora e ia abrigar a estação de rádio do grupo político.

### Materiais

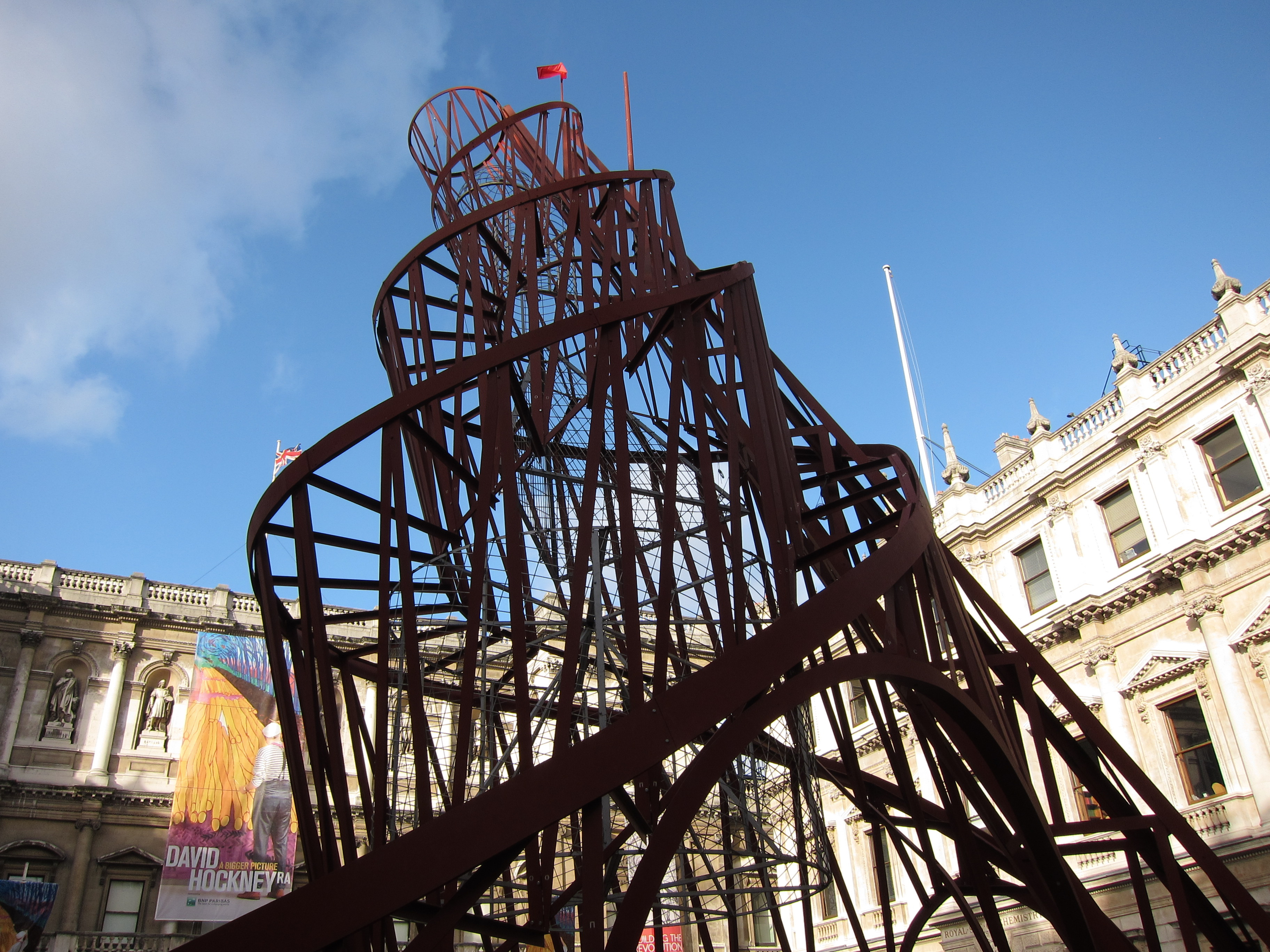
Exemplar do Monumento à Terceira Internacional.

Tatlin planejava utilizar materiais como aço e vidro para construir a torre. Essa escolha refletia sua visão de uma arquitetura que incorporasse a tecnologia e a estética industrial do período após a revolução russa. Ademais, a escolha desses materiais visava facilitar a visibilidade externa e interna do monumento, não havendo paredes de pedra ou concreto, e a estrutura de aço não bloquearia a visão dos cômodos internos. Essa estética tinha o objetivo de reforçar o fato de que a torre seria aberta ao proletariado, tanto denotativamente como conotativamente.